# Марија Комнин (ћерка Андроника Комнина)
Марија Комнин (грч. Μαρια Κομνηνη) је била византијска принцеза из средине XII века – синовица цара Манојла I Комнина, најстарија ћерка севастократора Андроника Комнина.
Рођена је 1127. године, у породици севастократора Андроника Комнина и његове жене Ирине. Маријин отац био је други син цара Јована II Комнина и старији брат цара Манојла I Комнина, а сматра се да је њена мајка била норманског порекла.
У песми посвећеној очевој смрти 1142. године, Теодор Продром описује уплакану, рашчупану Марију Комнину која је као удовица туговала за севастократором Андроником, који се оглушио о плач своје ћерке.
Око 1141. године, Марија је била удата за Теодора Дасиота, за кога се претпоставља да је син Нићифора Дасиота, поморског заповедника који је 1148. године,. превезао немачког цара Конрада III из Цариграда у Азију.
Теодор Дасиот је учествовао у војном походу 1142/1143. године, који је био кобан за цара Јована II Комнина. После смрти цара Јована II, војска је кренула назад у престоницу, где је нови цар Манојло I журио да стигне да учврсти своју власт. Пролазећи кроз Фригију, Маријин муж и њен рођак Андроник Комнин одвојили су се од главних трупа у лов и наишли на војни одред иконијског султана Масуда I. Цар Манојло I, који је журио да стигне до престонице, није показивао интересовање за судбину своја два рођака. Док је Андроник Комнин касније побегао, сматра се да је Теодор Дасиот највероватније умро у турском заточеништву 1143. године.
Након смрти свог првог мужа, изгледа да Марија није показала жељу да се поново уда. Цар је морао да је присили, подстакнут од Манганија Продрома, који је овом приликом саставио дугачку песму у којој је објаснио како све у живој природи постоји у паровима, а Марију је позивала да се не противи овом закону. Тако се 1145. године Марија Комнина удала за севаста Јована Кантакузина, који је овом приликом добио титулу пансеваст севаст.
Син севастократорисе Марије Комнине и севастократора Јована Кантакузина био је Манојло Кантакузин, за којег Јован Кинам извештава да је ослепљен око 1176. године због непослушности цару Манојлу I, и који је неко време грешком поистовећиван са чувеним византијским генералом Манојлом Кантакузином, који се одликовао у походу против Турака на Лаодикију 1179. године. Јован Кантакузин и Марија Комнина се недвосмислено помињу и као родитељи ћерке по имену Ирина Комнина, поводом чијег венчања са представником Палеолога је састављен епиталам, чије се ауторство приписује Теодору Продрому. Из садржаја дела може се судити да је муж ове њихове кћери био велики војвода Алексије Палеолог, на кога типик манастира „Свети Михаило“ у Ауксентијанској Светој шуми указује као на царског деду по оцу, цара Михаила VIII Палеолога. Такође у овом документу се помиње да је Ирина Комнина свој живот завршила као монахиња са именом Евгенија.